# ダリル・ジョーンズ

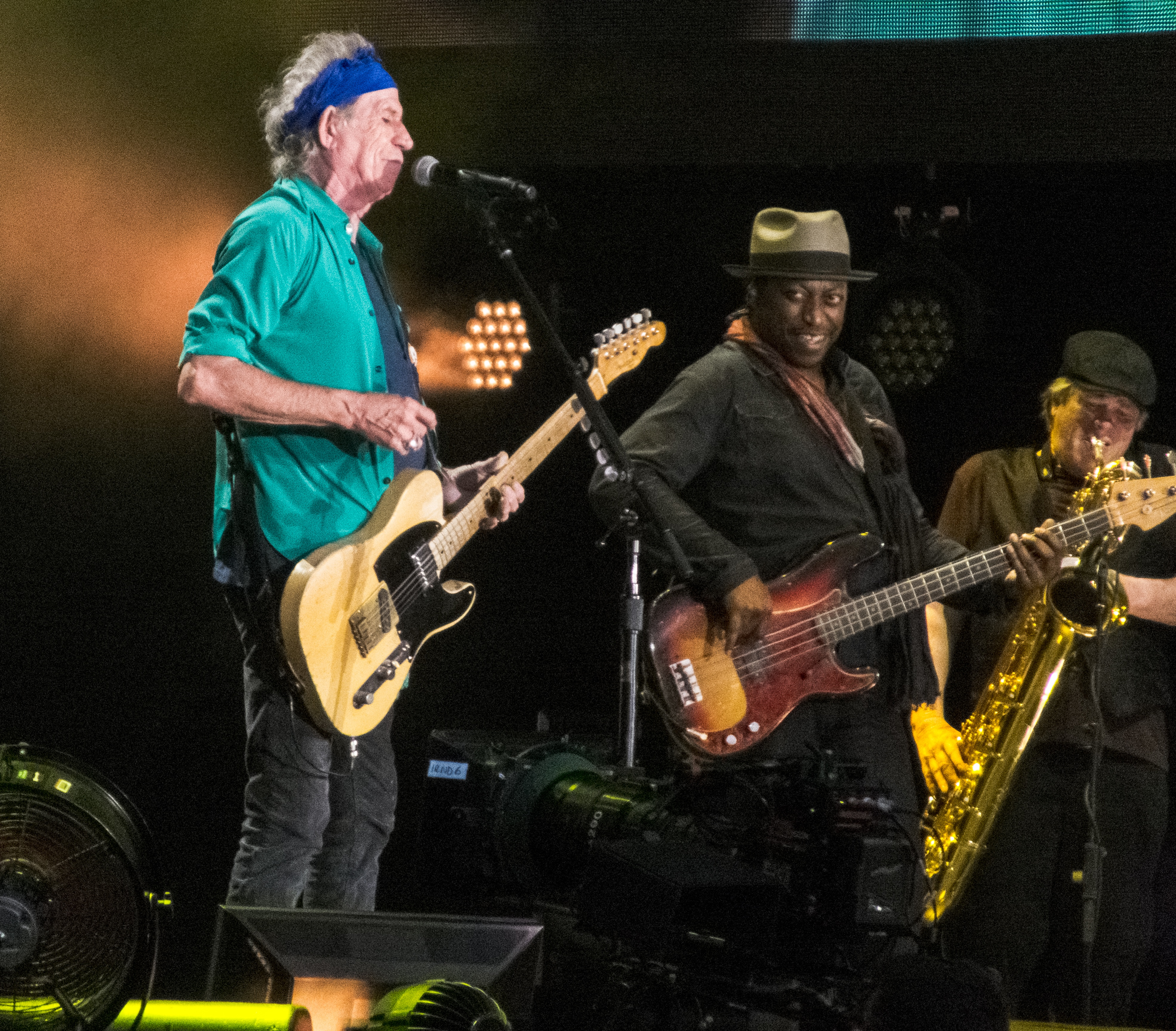
ローリング・ストーンズのステージでのキース・リチャーズとダリル・ジョーンズ（2013年7月6日）

ダリル・ジョーンズ (Darryl Jones、1961年12月11日 - )は、アメリカのベーシスト。

## 来歴
イリノイ州シカゴにて生まれる。1980年代初頭からプロ活動を開始し、友人のドラマーがマイルス・デイヴィスの甥という縁から、マイルス・デイヴィス・バンドで演奏する。以後、ハービー・ハンコック、ステップス・アヘッド、スティング、ピーター・ガブリエル、ジョーン・アーマトラディングらのレコーディングに参加した。
ブルース・スプリングスティーンやマドンナのツアー・ベーシストも務め、1993年からは離脱したビル・ワイマンに代わり、ローリング・ストーンズのサポート・メンバーとして活動している。
機材は、レイクランド製のシグネチュアモデルのベースギター「Darryl Jones Signature」を使用している。

## ディスコグラフィ

### 主なセッション参加アルバム
マイルス・デイヴィス
- 『デコイ』 - Decoy (1983年)
- 『ユア・アンダー・アレスト』 - You’re Under Arrest (1985年)

ローリング・ストーンズ
- 『ヴードゥー・ラウンジ』 - Voodoo Lounge (1994年)
- 『ストリップド』 - Stripped (1995年) ※一部ライブ
- 『ブリッジズ・トゥ・バビロン』 - Bridges To Babylon (1997年)
- 『ノー・セキュリティ』 - No Security (1998年) ※ライブ
- 『フォーティ・リックス』 - Forty Licks (2002年)
- 『ライヴ・リックス』 - Live Licks (2004年) ※ライブ
- 『ア・ビガー・バン』 - A Bigger Bang (2005年)
- 『シャイン・ア・ライト』 - Shine a Light (2008年) ※ライブ
- 『GRRR!』 - GRRR! (2012年)
- 『ブルー&ロンサム』 - Blue & Lonesome (2016年)

その他
- スティング : 『ブルー・タートルの夢』 - Dream of the Blue Turtles (1985年)
- ジョン・スコフィールド : 『スティル・ウォーム』 - Still Warm (1986年)
- スティング : 『ブリング・オン・ザ・ナイト』 - Bring on the Night (1986年) ※ライブ
- ウェイン・ショーター : 『ジョイ・ライダー』 - Joy Ryder (1988年)
- 杏里 : 『1/2&1/2』 (1993年)
- ジョー・コッカー : 『オーガニック』 - Organic (1996年)
- ロニー・ウッド : 『アイ・フィール・ライク・プレイング』 - I Feel Like Playing (2010年)
- 斉藤和義 : 『風の果てまで』 (2015年)